# 半帶舌珍魚
半帶水珍魚（学名：Glossanodon semifasciatus），又名半帶舌珍魚、水珍魚，为輻鰭魚綱水珍魚目水珍魚科舌珍魚屬下的一个种，為深海魚類，分布於西北太平洋日本南部海域，深度70-1017公尺，體長可達21公分，棲息在沙泥底質底中層水域，生活習性不明，可做為食用魚。